# 浙东人民解放军第二游击纵队
浙东人民解放军第二游击纵队是1946年至1949年中国共产党领导的一支敌后游击武装。

## 历史
1946年6月内战爆发后，浙东党组织与华中分局失去联系。四明工委派陈布衣赴苏北，1946年9月见到华中军区张鼎丞司令员、山东军区副司令员张云逸、原浙东纵队谭启龙政委、何克希司令员。华东局组织部派遣张任伟、赵士炘、朱晋康3名军事干部随陈布衣赴浙东。1946年底浙东特派员刘清扬在上海找到了原浙东区党委宣传部长顾德欢，与上海党组织取得联系，浙东党改归上海分局管辖。1947年1月成立中共浙东临时工作委员会，根据中共中央关于放手发动群众，建立武装，恢复和发展游击战争的指示，以1945年9月新四军苏浙军区北撤时留下坚持原地斗争的地方干部为骨干，重建了浙东游击队，司令员马青，政治委员张瑞昌。辖第3支队和金萧、四明、台属、会稽、路南等6个支队。东海游击总队由东海工委筹建并领导，负责人王起、江之铭。
1949年1月25日，在敬胜堂召开的中共浙东临工委第二次会议，会议通过了《关于浙东胜利前夜的形势和我们的任务》报告，决定成立浙东人民解放军第二游击纵队。1949年4月4日，中共中央批准浙东游击队整编为浙东人民解放军第二游击纵队。
- 司令员马青[4]
- 政治委员张瑞昌(即顾德欢)
- 副司令员刘发清[5]
- 参谋长张任伟[6]
- 政治部主任诸敏[7]

1949年5月下旬，和第三野战军主力会师、解放了浙东地区。

## 纪念
浙东人民解放军金萧支队纪念馆在在桐庐县新合乡（原金萧支队的后勤基地）山桑坞自然村村口，于2006年建成开馆，占地总面积4000余平方米，附属建筑有金萧支队纪念亭、革命烈士纪念碑和政委张凡、支队长蒋明达纪念墓等。
浙东人民解放军第六支队纪念碑，位于浙江省永康市石柱镇俞溪头村下寮自然村，建于2008年浙东人民解放军第六支队成立60周年之际。永康市委、市政府特在下寮建立了“浙东人民解放军第六支队纪念广场”及“永康市革命武装斗争史展示室”。
浙东人民解放军金萧支队干部短训班旧址，位于浙江省杭州市桐庐县新合乡新四行政村旧庄自然村，包括敦本堂和大德堂。1948年冬至1949年春曾在此举办干部短训班，敦本堂和大德堂当时作为短训班大会、学习场所使用。2011年桐庐县文物部门组织对敦本堂进行抢救性维修。2012年、2015年桐庐县文物部门两次组织对大德堂修缮。